# Estela da vitória de Assaradão
A estela da vitória de Assaradão (também Zenjirli ou estela de Zincirli) é uma estela dolerita que comemora o retorno de Assaradão (r. 681–669 a.C.) após a segunda batalha de seu exército e a vitória sobre o faraó Taraca (r. 690–664 a.C.) no norte do Antigo Egito em 671 a.C.. Foi descoberta em 1888 em Zincirli Höyük (Samal, ou Iadia) por Felix von Luschan e Robert Koldewey. Atualmente está exposta no Museu de Pérgamo em Berlim.

## Contexto
A batalha anterior de 674 a.C. foi vencida por Taraca, que confrontou Assaradão após sua incursão inicial no Levante; Assaradão então entrou no norte do Egito, mas foi repelido pelas forças de Taraca.
A segunda batalha de 671 a.C. viu Taraca recuar com seu exército para Mênfis; então, Mênfis foi tomada por Taraca, que, em seguida, fugiu para o Reino de Cuxe. Após a vitória de Assaradão, ele e seu exército "mataram os aldeões e 'erigiram pilhas de suas cabeças'", com o rei escrevendo mais tarde:

Mênfis, sua cidade real, em meio dia, com minas, túneis, assaltos, sitiei, capturei, destruí, devastei, queimei com fogo. Sua rainha, seu harém, [príncipe] Usancuru, seu herdeiro, e o resto de seus filhos e filhas, suas propriedades e bens, seus cavalos, seu gado, suas ovelhas em número incontável, eu levei para a Assíria. A raiz de Cuxe eu arranquei do Egito.

## Descrição
A estela mostra Assaradão de pé à esquerda em uma pose honorífica. Ele está segurando uma maça na mão esquerda, junto com uma corda que termina em um anel que passa pelos lábios dos dois reis conquistados ajoelhados diante dele. Sua mão direita está se dirigindo aos deuses. A escrita cuneiforme cobre toda a cena de baixo relevo médio.
A identidade do suplicante anônimo diante dele tem sido objeto de debate. Ele pode ser Baal I (r. 680–660 a.C.), rei de Tiro, mencionado no Tratado de Assaradão com Baal de Tiro, Abdi-Milcuti (r. 680–677 a.C.), rei de Sidom, com base em referências a este governante nas inscrições de Assaradão, incluindo a linha 25 deste texto, ou até Manassés (r. 687–643 a.C.) do Reino de Judá, visto que apoiou Taraca na segunda batalha. Alguns estudiosos sugerem que Manassés, após a derrota, foi levado como cativo a Nínive com correntes e cordas presas a ganchos labiais, porém, ao se arrepender e orar, foi restaurado como rei vassalo de Judá em 669 a.C. por Assaradão. Embora a passagem de II Crônicas 33:10–13 corresponda perfeitamente os detalhes de ter sido levado com ganchos de corda, a comparação do rei de Judá com o governante suplicante é equivocada. A identificação com Abdi-Milcuti é improvável porque o oponente de Assaradão foi decapitado logo após sua fuga fracassada. Quanto à identificação com Baal, o autor Israel Eph'al observa corretamente que em nenhum lugar nas inscrições de Assaradão é mencionado que este rei foi capturado ou rendido após sitiar sua cidade; durante o reinado de Assurbanípal continuou a governar Tiro. Portanto, a identidade deste prisioneiro continua sendo discutida.

A figura ajoelhada entre os dois é o príncipe Usancuru com uma corda amarrada no pescoço; outros consideram ser o próprio faraó Taraca, já que ele está usando a tiara de ureu do governo egípcio.

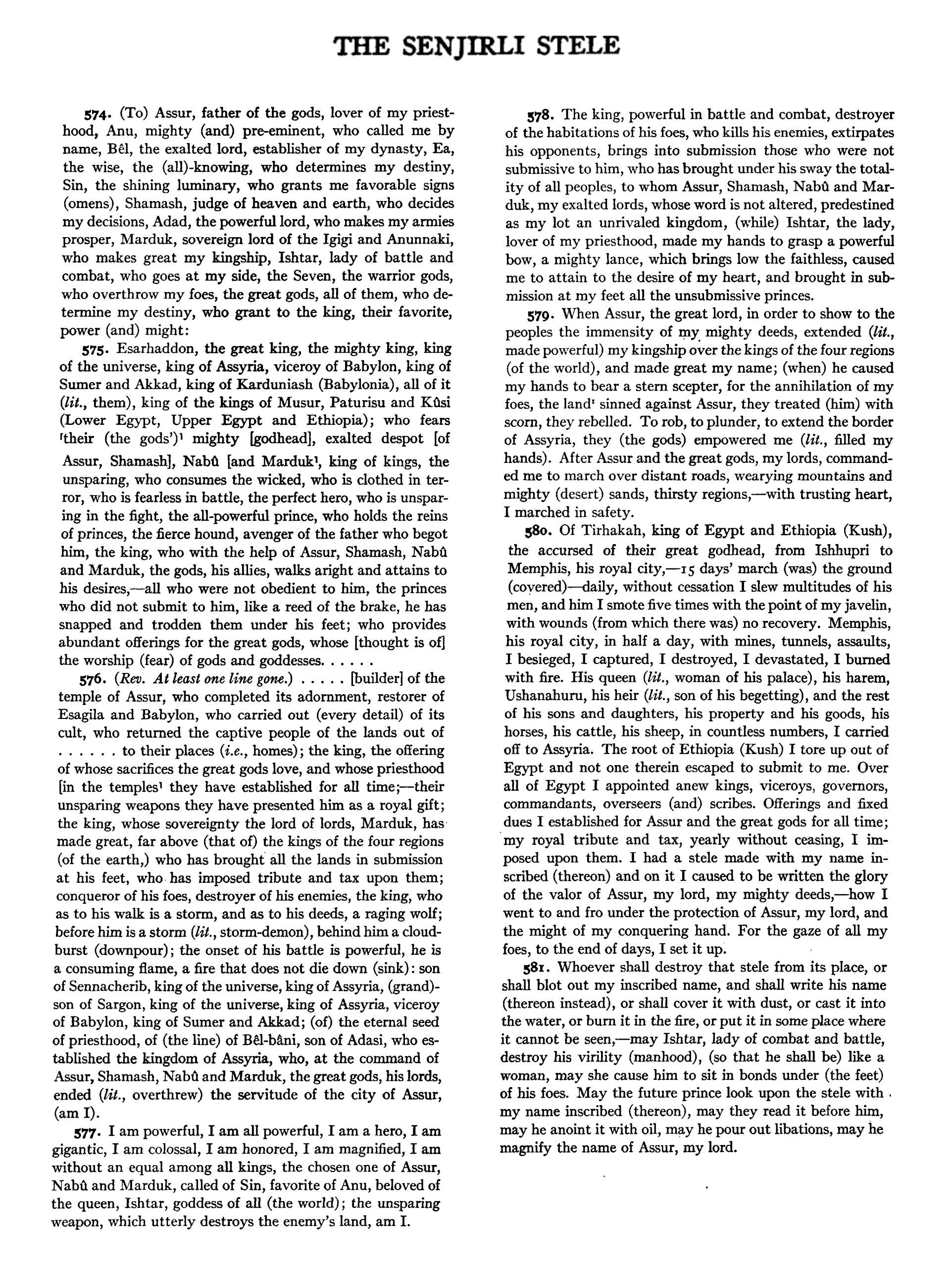
A Estela da Vitória Senjirli de Assaradão (tradução em inglês)
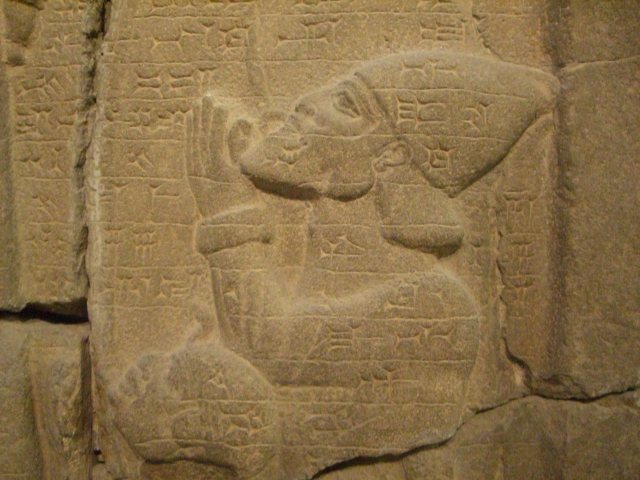
Detalhe do governante suplicante
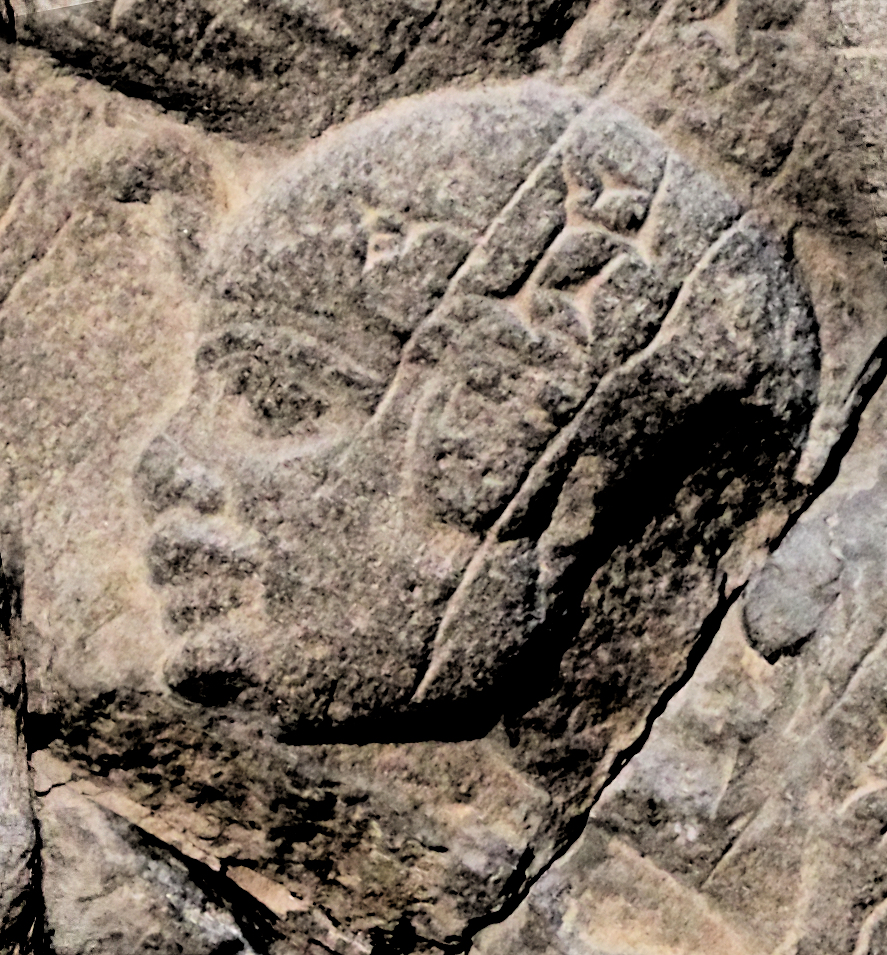
Usancuru, o filho cativo de Taraca, conforme retratado pelos assírios na estela da vitória de Assaradão